# Nikołaj Szamałow
Nikołaj Tierientjewicz Szamałow (ros. Николай Терентьевич Шамалов; ur. 24 stycznia 1950) – rosyjski przedsiębiorca, długoletni znajomy prezydenta Putina, współzałożyciel spółdzielni Oziero, skupiającej wpływową grupę osób wokół prezydenta Putina.
Drugi co do wielkości udziałowiec Banku Rossija, w 2013 r. miał ok. 10% akcji.
Decyzją z dnia 30 lipca 2014 r. Rada Unii Europejskiej nałożyła na Szamałowa sankcje w związku z działaniami podważającymi integralność terytorialną, suwerenność i niezależność Ukrainy.